# 敌敌畏
敌敌畏（英語：Dichlorvos，簡稱DDVP）属于有机磷酸酯类化合物，分子式{\displaystyle {\ce {C4H7Cl2O4P}}}，是一种常用的环境卫生杀虫剂。敌敌畏自1961年以来一直是可商购的，但因其在城市水道中的流行性以及其毒性远远超出昆虫的影响而引起争议。敌敌畏自1998年起在欧盟被禁用。

## 制备
敌敌畏可由亚磷酸三甲酯和三氯乙醛反应或敌百虫脱氯化氢得到。1984年，世界敌敌畏的年产量约为4220吨。其中约300吨是在西欧生产的。

## 性质
敌敌畏是一种无色液体，有芳香气味。它的密度为 1.43 g·cm−3，熔点低于 −60 °C，沸点 140 °C，可溶于水。

## 用处
敌敌畏对温室和室外作物中的蘑菇蝇、蚜虫、叶螨科、毛毛虫、蓟马和粉虱有效。它还用于碾磨和谷物加工行业，并用于治疗动物和人类的各种寄生虫感染。它被喂给牲畜，以控制粪便中的肤蝇科幼虫。它通过和摄入来对抗昆虫。它可作为气溶胶和可溶性浓缩物使用。它还以浸有杀虫剂的塑料形式，用于宠物跳蚤项圈。敌敌畏自1964年以来一直可供家庭使用，并引起了一些担忧，部分原因是滥用。

## 作用机制
类似于其它有机磷酸酯杀虫剂，敌敌畏作用于乙酰胆碱酯酶，它与昆虫的神经系统有关，且据称它会破坏昆虫的DNA；有人已经提出了证据指出这些也适用于高等动物的作用方式。

## 监管
美国国家环境保护局已多次审查敌敌畏的安全数据。1995年，他们与供应商Amvac Chemical Corporation达成了一项自愿协议，该协议限制敌敌畏在许多（但不是全部）家庭用途、所有航空应用和其他用途中的使用。2006年、2008年和2010年实施了额外的自愿取消。他们主要关注集中在急性和慢性毒性以及这种农药在城市水道中普遍存在的事实。2010年的一项研究发现，尿液中有机磷代谢物浓度每增加10倍，儿童患ADHD的几率就会增加55%至72%。

## 危险性
工作场所的敌敌畏可以通过吸入、皮肤吸收、吞咽和眼睛接触而进入人体。职业安全与健康管理局（OSHA）已将工作场所敌敌畏暴露的法定限值（允许暴露限值）设为 1 mg/m3（工作日8小时）。美国国家职业安全卫生研究所（NIOSH）则将8小时工作日内的推荐暴露限值（REL）设为 1 mg/m3。在 100 mg/m3的浓度下，敌敌畏已达到立即危及生命或健康（IDLH）浓度。

## 对人体的影响
敌敌畏是一种乙酰胆碱酯酶抑制剂。敌敌畏暴露的症状包括虚弱、头痛、胸闷、视力模糊、流涎、出汗、恶心、呕吐、腹泻、腹部痉挛、眼睛和皮肤刺激、瞳孔缩小、眼痛、流鼻涕、喘鸣、喉痉挛、发绀、食欲不振、肌肉震颤、麻痹、头晕、共济失调、抽搐、低血压和心律不整。
敌敌畏也会影响DNA的生长，并干扰人体神经系统。
| 剂量     | 动物 | 时间 |
| -------- | ---- | ---- |
| 15 mg/m3 | 大鼠 | 4 h  |
| 13 mg/m3 | 小鼠 | 4 h  |

| 剂量      | 动物 | 途径 |
| --------- | ---- | ---- |
| 100 mg/kg | 狗   | 口服 |
| 61 mg/kg  | 小鼠 | 口服 |
| 10 mg/kg  | 兔子 | 口服 |
| 17 mg/kg  | 大鼠 | 口服 |